# Гончары (Хиславичский район)
Гончары — бывшая деревня в Хиславичском районе Смоленской области России.
Находилась в 1,5 верстах северо-западнее современной деревни Дубровка на правом берегу речки Белица.

## История
В 1978 году деревня  ещё существовала и входила в Печерский сельсовет Хиславичского района.
В 1993 году уже считалась как прекратившая существование деревня Печерского сельсовета Хиславичского района.